# Chaville
Chaville är en kommun i departementet Hauts-de-Seine i regionen Île-de-France i norra Frankrike. Kommunen ligger i kantonen Chaville som tillhör arrondissementet Boulogne-Billancourt. År 2022 hade Chaville 20 198 invånare.

## Befolkningsutveckling
Antalet invånare i kommunen Chaville
| Referens: INSEE |